# أكاديمية الشرطة القبرصية
أكاديمية الشرطة القبرصية (باليونانية: Αστυνομική Ακαδημία Κύπρου) (بالتركية: Kıbrıs Polis Akademisi) هي المؤسسة التعليمية الرئيسية لموظفي إنفاذ القانون في قبرص . تأسست عام 1990 خلفاً لمدرسة تدريب الشرطة. وهي معترف بها كمؤسسة للتعليم العالي من قبل المجلس القبرصي للاعتراف بمؤهلات التعليم العالي (ΚΥ.Σ.Α.Τ.Σ.)  وتعمل تحت إشراف وزارة العدل والنظام العام  كوحدة شرطة في الهيكل التنظيمي لشرطة قبرص . وهي تعمل على أساس دائم، سواء من أجل تعليم طلاب الشرطة أو من أجل تدريب جميع أفراد الشرطة بغض النظر عن رتبهم. المهمة الأساسية للأكاديمية هي توفير التعليم والتدريب المناسبين لجميع أعضاء الخدمة، حتى يصبحوا مؤهلين لأداء المهام المتنوعة لإنفاذ القانون.

## أنظر أيضاً
- ًالحرس الوطني القبرصي
- القوات الجوية القبرصية
- الدفاع المدني في قبرص
- خدمة الإطفاء في قبرص
- مركز تنسيق الإنقاذ المشترك في قبرص
- البحرية القبرصية
- شرطة قبرص
- شرطة الموانئ والبحرية في قبرص